# Безтака Анатолій Петрович
Анато́лій Петро́вич Безта́ка (нар. 22 листопада 1957, с. Глодоси Новоукраїнського району Кіровоградської області) — український журналіст, головний редактор всеукраїнської газети «Діалог». Заслужений журналіст України.
Член Національної спілки журналістів України (з 1985).

## Біографія
Народився 22 листопада 1957 року в селі Глодоси Новоукраїнського району Кіровоградської області. Навчався в Кіровоградській школі-інтернаті № 1, СШ№32, згодом закінчив Полтавське вище військове командне училище зв'язку (1979), присвоєно військове звання лейтенант. Військову службу проходив у складі обмеженого контингенту радянських військ в Афганістані. Учасник бойових дій.
Закінчив заочно факультет журналістики Київського державного університету ім. Тараса Шевченка (1988).
У 1981 році звільнений зі Збройних Сил за станом здоров'я. Працював в обласній молодіжній газеті «Молодий комунар» (1983—1989), де пройшов шлях від стажера до заступника редактора.
З 1990 року — в обласній газеті «Діалог», з 1993 року — її незалежний редактор, з 1998-го — головний редактор. У 2006-му А. Безтаку обрано депутатом Кіровоградської облради. Газету «Діалог» визнано переможцем у творчих конкурсах НСЖУ 2003,2016, 2017 та 2020 роках, як одну з найкращих регіональних (обласних) газет України. З 2002 по 2010 р.р. газета "Діалог" завжди починала роки з разового тиражу понад 100 000 тисяч. У 2010 р. разовий тираж "Діалогу" сягнув 118 500 екз.,що є абсолютним рекордом за всі часи в Кіровоградській області. Що стосується місячних накладів (разом з діалогівськими додатками), то найвищий результат був у 2003 році — трохи більше 750 тисяч примірників.
З 2017 року А. Безтака є членом правління Кіровоградської обласної організації НСЖУ.
Живе в Кропивницькому. Дружина — Валентина Миколаївна Безтака — працює в редакції газети «Діалог». Має трьох дітей: Дарину (від першого шлюбу), Святослава і Катарину.

## Творчість
Автор публікацій у періодиці. Автор-упорядник кількох брошур різноманітної тематики.

## Нагороди і звання
- Почесне звання «Заслужений журналіст України» (2007)
- «Золота медаль української журналістики» (відзнака НСЖУ, 2010)
- Медаль «Воїну-інтернаціоналісту від вдячного афганського народу» (медаль Демократичної Республіки Афганістан, 1988)
- Медаль «70 років Збройних Сил СРСР» (1988)